# Pielgrzymy
Die Pielgrzymy (deutsch Dreisteine oder Pilgersteine, tschech. Poutníci) sind eine Ansammlung von dicht beieinanderliegenden Felsformationen aus Granit im östlichen Teil des schlesischen Kamms des Riesengebirges in Polen.

## Lage
Die Pilger, so lautet die Übersetzung aus dem Polnischen, liegen auf einer Höhe von ca. 1200 m über dem Meeresspiegel, auf der Nordseite des Smogornia (deutsch Mittagsberg, tschechisch Stříbrný hřbet), ungefähr auf halber Strecke zwischen dem Wielki Staw im Süden und dem etwa 3 Kilometer entfernten Borowice (deutsch Baberhäuser) im Norden. Ein weiterer Bezugspunkt ist das rund 4 Kilometer entfernte Karpacz (deutsch Krummhübel) im Osten.

## Entstehung
Die Dreisteine bestehen aus drei mächtigen Felsgruppen mit einer Höhe von bis zu 25 Metern auf einer Fläche von 150 mal 75 Metern. Neben den drei markanten Türmen gibt es noch mehrere kleinere Felsgebilde und viele einzelne Felsbrocken. Sie entstanden aus einem Felsaufschluss, der hauptsächlich durch die im Riesengebirge häufig vorzufindende Wollsackverwitterung geformt wurde. Durch das Zusammenspiel von Gefrieren, Tauen und Wiedergefrieren von Wasser in den Gesteinsritzen entstanden zahlreiche Risse und Klüfte, bis Gestein abbrach und schließlich die Felstürme stehen blieben. Gletschererosion spielte ebenfalls eine Rolle, wenn auch mit kleinerem Anteil; aber auch andere Naturgewalten trugen zum heutigen Aussehen bei: „1757 zerspaltete ein Blitzstrahl einen Theil der, die Drei-Steine genannten Felsen, wovon die abgesprungenen Blöcke noch herumliegen“.

## Tourismus und Naturschutz
Die Pielgrzymy liegen außerhalb des polnischen Nationalparks Karkonoski Park Narodowy (KPN) und gehören neben Sausteinen, Pferdeköpfen und dem weiter unten genannten Mittagstein zu den bekanntesten und häufigst besuchten Felsen. Die Wanderwege sind markiert:
▬ Zu Fuß ist das Naturwunder in ca. 60 Minuten ab der Stabkirche Wang in Karpacz auf einem blau und ab Wegkreuzung Polana gelb gekennzeichneten Weg erreichbar.

▬ Vom Spindlerpass (poln. Przełęcz Karkonoska, tschech. Slezské sedlo) führt ein Weg mit einem grünen Wegzeichen hierher.

▬ Ebenfalls vom Spindlerpass erreicht man über der roten Weg (Kamm- oder Freundschaftsweg) zunächst in ca. 50 Minuten den Słonecznik (wörtlich Sonnenblume) (deutsch Mittagstein, tschech. Polední kámen), einen 12 Meter hohen Granitfelsen. Von dort geht es mit gelber Markierung in ca. 20 Minuten weiter zu den Pilgern.

## Galerie

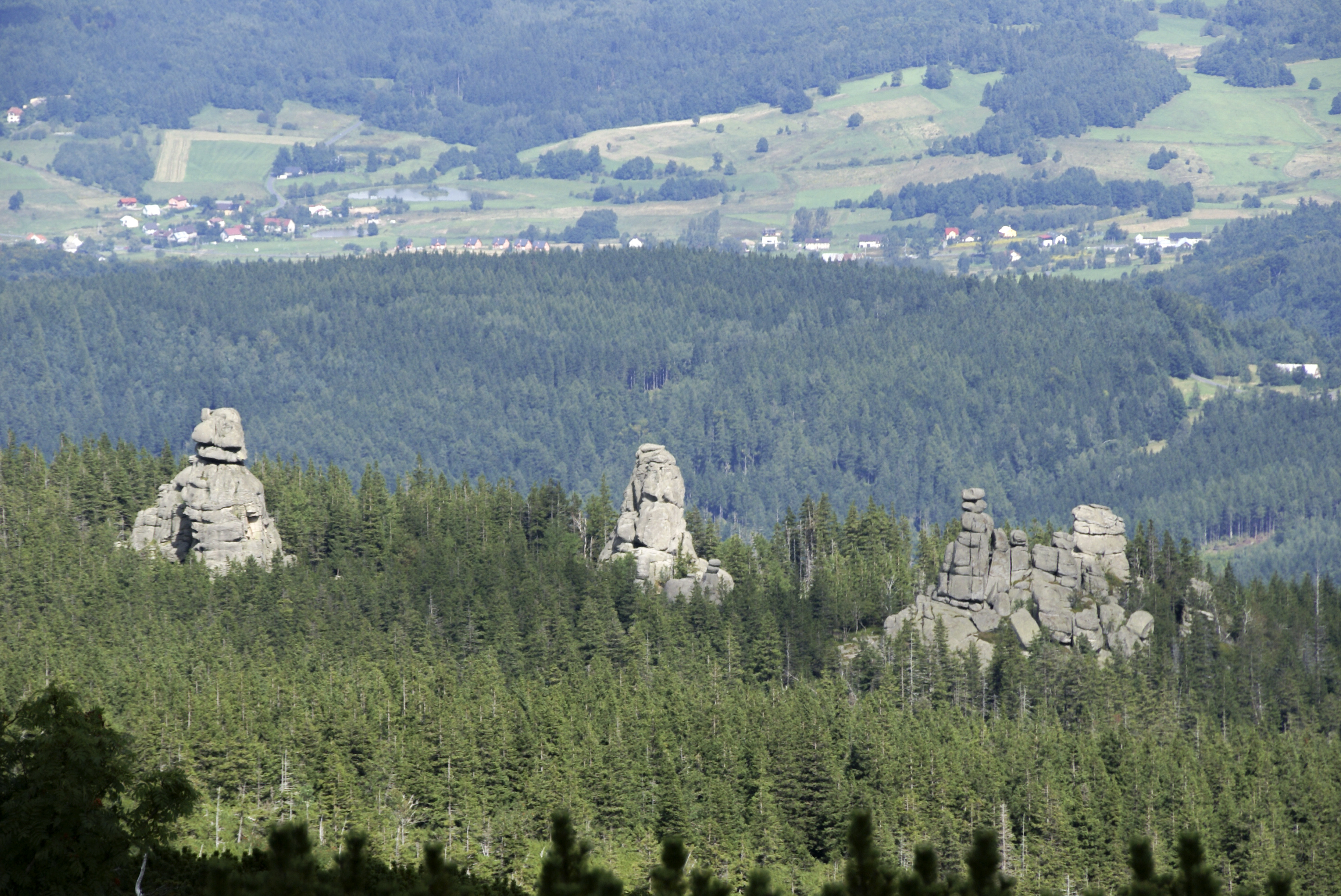
Die Pilger aus dem Blick einer Kamera
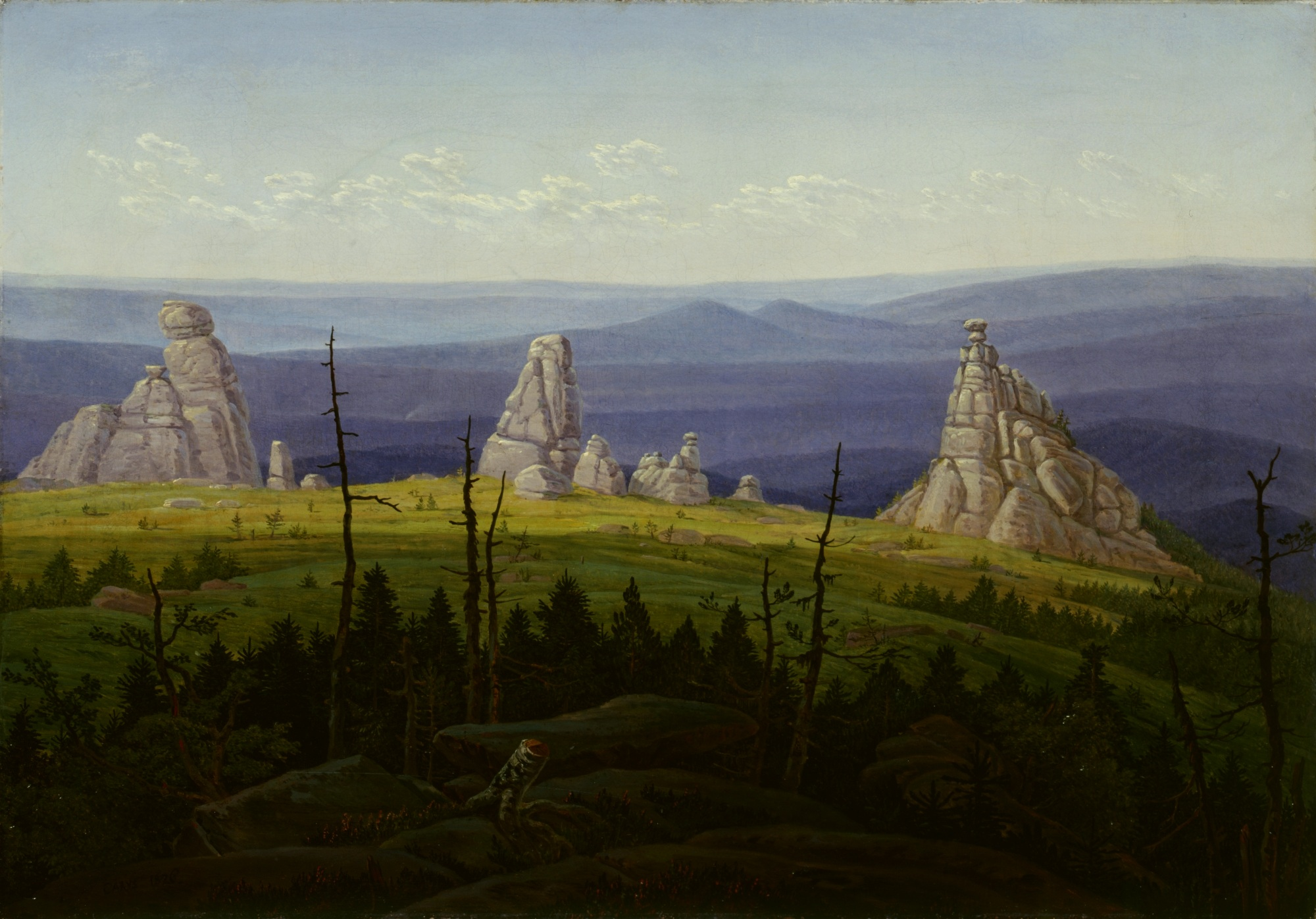
… und dem von Carl Gustav Carus (1826)